# Primera Ronda Eliminatoria a la Eurocopa Sub-17 2005
La Primera Ronda Eliminatoria a la Eurocopa Sub-17 2005 contó con la participación de 48 selecciones infantiles de Europa para determinar a 25 clasificados a la Ronda Élite a la Eurocopa Sub-17 2005.
España, Hungría e Inglaterra avanzaron directamente a la segunda fase.

## Grupo 1
Los partidos se jugaron en Rumania del 25 al 29 de septiembre.
| País     | J | G | E | P | GF | GC | Pts |
| -------- | - | - | - | - | -- | -- | --- |
| Bulgaria | 3 | 2 | 0 | 1 | 8  | 3  | 6   |
| Rumania  | 3 | 2 | 0 | 1 | 5  | 4  | 6   |
| Polonia  | 3 | 2 | 0 | 1 | 5  | 2  | 6   |
| Estonia  | 3 | 0 | 0 | 3 | 2  | 11 | 0   |

| Equipo 1 | Resultado | Equipo 2 |
| -------- | --------- | -------- |
| Rumania  | 1-2       | Bulgaria |
| Estonia  | 0-3       | Polonia  |
| Rumania  | 3-2       | Estonia  |
| Bulgaria | 1-2       | Polonia  |
| Polonia  | 0-1       | Rumania  |
| Estonia  | 0-5       | Bulgaria |

## Grupo 2
Los partidos se jugaron en Bosnia y Herzegovina del 19 al 23 de octubre.
| País                 | J | G | E | P | GF | GC | Pts |
| -------------------- | - | - | - | - | -- | -- | --- |
| Francia              | 3 | 3 | 0 | 0 | 5  | 0  | 9   |
| Letonia              | 3 | 0 | 2 | 1 | 2  | 3  | 2   |
| Bosnia y Herzegovina | 3 | 0 | 2 | 1 | 2  | 4  | 2   |
| Bélgica              | 3 | 0 | 2 | 1 | 2  | 4  | 2   |

| Equipo 1             | Resultado | Equipo 2             |
| -------------------- | --------- | -------------------- |
| Francia              | 2-0       | Bosnia y Herzegovina |
| Letonia              | 1-1       | Bélgica              |
| Francia              | 1-0       | Letonia              |
| Bosnia y Herzegovina | 1-1       | Bélgica              |
| Bélgica              | 0-2       | Francia              |
| Letonia              | 1-1       | Bosnia y Herzegovina |

## Grupo 3
Los partidos se jugaron en Alemania del 30 de septiembre al 4 de octubre.
| País     | J | G | E | P | GF | GC | Pts |
| -------- | - | - | - | - | -- | -- | --- |
| Alemania | 3 | 2 | 1 | 0 | 6  | 1  | 7   |
| Irlanda  | 3 | 1 | 2 | 0 | 7  | 2  | 5   |
| Islandia | 3 | 0 | 2 | 1 | 3  | 4  | 2   |
| Lituania | 3 | 0 | 1 | 2 | 2  | 11 | 1   |

| Equipo 1 | Resultado | Equipo 2 |
| -------- | --------- | -------- |
| Islandia | 1-1       | Irlanda  |
| Lituania | 0-4       | Alemania |
| Islandia | 2-2       | Lituania |
| Irlanda  | 1-1       | Alemania |
| Alemania | 1-0       | Islandia |
| Lituania | 0-5       | Irlanda  |

## Grupo 4
Los partidos se jugaron en Chipre del 26 al 30 de octubre.
| País       | J | G | E | P | GF | GC | Pts |
| ---------- | - | - | - | - | -- | -- | --- |
| Ucrania    | 3 | 2 | 1 | 0 | 8  | 0  | 7   |
| Rusia      | 3 | 2 | 1 | 0 | 5  | 2  | 7   |
| Chipre     | 3 | 1 | 0 | 2 | 2  | 7  | 3   |
| Kazajistán | 3 | 0 | 0 | 3 | 3  | 9  | 0   |

| Equipo 1   | Resultado | Equipo 2   |
| ---------- | --------- | ---------- |
| Rusia      | 4-2       | Kazajistán |
| Chipre     | 0-5       | Ucrania    |
| Rusia      | 1-0       | Chipre     |
| Kazajistán | 0-3       | Ucrania    |
| Ucrania    | 0-0       | Rusia      |
| Kazajistán | 1-2       | Chipre     |

## Grupo 5
Los partidos se jugaron en Escocia del 18 al 22 de octubre.
| País        | J | G | E | P | GF | GC | Pts |
| ----------- | - | - | - | - | -- | -- | --- |
| Israel      | 3 | 2 | 1 | 0 | 8  | 5  | 7   |
| Escocia     | 3 | 2 | 1 | 0 | 4  | 1  | 7   |
| Noruega     | 3 | 1 | 0 | 2 | 5  | 5  | 3   |
| Islas Feroe | 3 | 0 | 0 | 3 | 3  | 9  | 0   |

| Equipo 1    | Resultado | Equipo 2    |
| ----------- | --------- | ----------- |
| Israel      | 4-2       | Islas Feroe |
| Noruega     | 0-1       | Escocia     |
| Israel      | 3-2       | Noruega     |
| Islas Feroe | 0-2       | Escocia     |
| Escocia     | 1-1       | Israel      |
| Noruega     | 3-1       | Islas Feroe |

## Grupo 6
Los partidos se jugaron en República Checa del 24 al 28 de setiembre.
| País            | J | G | E | P | GF | GC | Pts |
| --------------- | - | - | - | - | -- | -- | --- |
| República Checa | 3 | 2 | 1 | 0 | 6  | 1  | 7   |
| Dinamarca       | 3 | 1 | 1 | 1 | 3  | 4  | 4   |
| Suecia          | 3 | 1 | 1 | 1 | 3  | 2  | 4   |
| Eslovenia       | 3 | 0 | 2 | 1 | 2  | 7  | 1   |

| Equipo 1        | Resultado | Equipo 2        |
| --------------- | --------- | --------------- |
| República Checa | 1-1       | Suecia          |
| Eslovenia       | 2-2       | Dinamarca       |
| República Checa | 3-0       | Eslovenia       |
| Suecia          | 0-1       | Dinamarca       |
| Dinamarca       | 0-2       | República Checa |
| Eslovenia       | 0-2       | Suecia          |

## Grupo 7
Los partidos se jugaron en Serbia y Montenegro del 27 de septiembre al 1 de octubre.
| País                | J | G | E | P | GF | GC | Pts |
| ------------------- | - | - | - | - | -- | -- | --- |
| Serbia y Montenegro | 3 | 3 | 0 | 0 | 13 | 2  | 9   |
| Croacia             | 3 | 2 | 0 | 1 | 15 | 5  | 6   |
| Albania             | 3 | 1 | 0 | 2 | 8  | 7  | 3   |
| Andorra             | 3 | 0 | 0 | 3 | 0  | 22 | 0   |

| Equipo 1            | Resultado | Equipo 2            |
| ------------------- | --------- | ------------------- |
| Croacia             | 3-2       | Albania             |
| Andorra             | 0-6       | Serbia y Montenegro |
| Croacia             | 11-0      | Andorra             |
| Albania             | 1-4       | Serbia y Montenegro |
| Serbia y Montenegro | 3-1       | Croacia             |
| Andorra             | 0-5       | Albania             |

## Grupo 8
Los partidos se jugaron en Finlandia del 20 al 24 de septiembre.
| País      | J | G | E | P | GF | GC | Pts |
| --------- | - | - | - | - | -- | -- | --- |
| Finlandia | 3 | 2 | 0 | 1 | 5  | 4  | 6   |
| Grecia    | 3 | 1 | 2 | 0 | 3  | 2  | 5   |
| Georgia   | 3 | 1 | 1 | 1 | 4  | 2  | 4   |
| Macedonia | 3 | 0 | 1 | 2 | 4  | 8  | 1   |

| Equipo 1  | Resultado | Equipo 2  |
| --------- | --------- | --------- |
| Georgia   | 4-1       | Macedonia |
| Grecia    | 2-1       | Finlandia |
| Georgia   | 0-0       | Grecia    |
| Macedonia | 2-3       | Finlandia |
| Finlandia | 1-0       | Georgia   |
| Grecia    | 1-1       | Macedonia |

## Grupo 9
Los partidos se jugaron en Países Bajos del 19 al 23 de octubre.
| País         | J | G | E | P | GF | GC | Pts |
| ------------ | - | - | - | - | -- | -- | --- |
| Turquía      | 3 | 1 | 2 | 0 | 4  | 3  | 5   |
| Países Bajos | 3 | 1 | 2 | 0 | 7  | 2  | 5   |
| Gales        | 3 | 1 | 2 | 0 | 3  | 2  | 5   |
| Armenia      | 3 | 0 | 0 | 3 | 3  | 10 | 0   |

| Equipo 1     | Resultado | Equipo 2     |
| ------------ | --------- | ------------ |
| Países Bajos | 0-0       | Gales        |
| Armenia      | 1-2       | Turquía      |
| Países Bajos | 6-1       | Armenia      |
| Gales        | 1-1       | Turquía      |
| Turquía      | 1-1       | Países Bajos |
| Armenia      | 1-2       | Gales        |

## Grupo 10
Los partidos se jugaron en Irlanda del Norte del 25 al 29 de octubre.
| País              | J | G | E | P | GF | GC | Pts |
| ----------------- | - | - | - | - | -- | -- | --- |
| Suiza             | 3 | 2 | 1 | 0 | 12 | 1  | 7   |
| Irlanda del Norte | 3 | 2 | 1 | 0 | 9  | 1  | 7   |
| Eslovaquia        | 3 | 1 | 0 | 2 | 4  | 5  | 3   |
| Liechtenstein     | 3 | 0 | 0 | 3 | 0  | 18 | 0   |

| Equipo 1          | Resultado | Equipo 2          |
| ----------------- | --------- | ----------------- |
| Eslovaquia        | 4-0       | Liechtenstein     |
| Irlanda del Norte | 1-1       | Suiza             |
| Eslovaquia        | 0-3       | Irlanda del Norte |
| Liechtenstein     | 0-9       | Suiza             |
| Suiza             | 2-0       | Eslovaquia        |
| Irlanda del Norte | 5-0       | Liechtenstein     |

## Grupo 11
Los partidos se jugaron en Bielorrusia del 24 al 28 de septiembre.
| País        | J | G | E | P | GF | GC | Pts |
| ----------- | - | - | - | - | -- | -- | --- |
| Portugal    | 3 | 3 | 0 | 0 | 14 | 1  | 9   |
| Bielorrusia | 3 | 2 | 0 | 1 | 9  | 4  | 6   |
| Malta       | 3 | 1 | 0 | 2 | 1  | 5  | 3   |
| San Marino  | 3 | 0 | 0 | 3 | 0  | 14 | 0   |

| Equipo 1    | Resultado | Equipo 2    |
| ----------- | --------- | ----------- |
| Bielorrusia | 3-0       | Malta       |
| San Marino  | 0-8       | Portugal    |
| Bielorrusia | 5-0       | San Marino  |
| Malta       | 0-2       | Portugal    |
| Portugal    | 4-1       | Bielorrusia |
| San Marino  | 0-1       | Malta       |

## Grupo 12
Los partidos se jugaron en Luxemburgo del 19 al 23 de septiembre.
| País       | J | G | E | P | GF | GC | Pts |
| ---------- | - | - | - | - | -- | -- | --- |
| Austria    | 3 | 2 | 1 | 0 | 5  | 2  | 7   |
| Azerbaiyán | 3 | 2 | 0 | 1 | 5  | 4  | 6   |
| Luxemburgo | 3 | 1 | 0 | 2 | 3  | 4  | 3   |
| Moldavia   | 3 | 0 | 1 | 2 | 0  | 3  | 1   |

| Equipo 1   | Resultado | Equipo 2   |
| ---------- | --------- | ---------- |
| Moldavia   | 0-2       | Luxemburgo |
| Austria    | 3-2       | Azerbaiyán |
| Azerbaiyán | 1-0       | Moldavia   |
| Luxemburgo | 0-2       | Austria    |
| Austria    | 0-0       | Moldavia   |
| Luxemburgo | 1-2       | Azerbaiyán |